# Bayons
Bayons ist eine französische Gemeinde mit 202 Einwohnern (Stand 1. Januar 2022) im Département Alpes-de-Haute-Provence in der Region Provence-Alpes-Côte d’Azur. Sie gehört zum Arrondissement Forcalquier und zum Kanton Seyne. Die Bewohner sind die Bayonnais.
Die angrenzenden Gemeinden sind Turriers, Bellaffaire und Bréziers (Berührungspunkt) im Norden, Saint-Martin-lès-Seyne und Selonnet im Nordosten, Barles im Osten, Authon im Süden, Valavoire im Südwesten, Clamensane und Le Caire (Berührungspunkt) im Westen sowie Faucon-du-Caire im Nordwesten.

## Bevölkerungsentwicklung
| Jahr      | 1962 | 1968 | 1975 | 1982 | 1990 | 1999 | 2008 | 2012 | 2022 |
| --------- | ---- | ---- | ---- | ---- | ---- | ---- | ---- | ---- | ---- |
| Einwohner | 136  | 128  | 150  | 138  | 194  | 198  | 153  | 232  | 202  |

## Sehenswürdigkeiten
- Kirche Notre-Dame-de-Bethléen, ein Monument historique
- Kirche Sainte-Anne
- Kirche Saint-Christophe d’Esparron-la-Bâtie
- Kapelle Saint-Jacques-et-Saint-Philippe

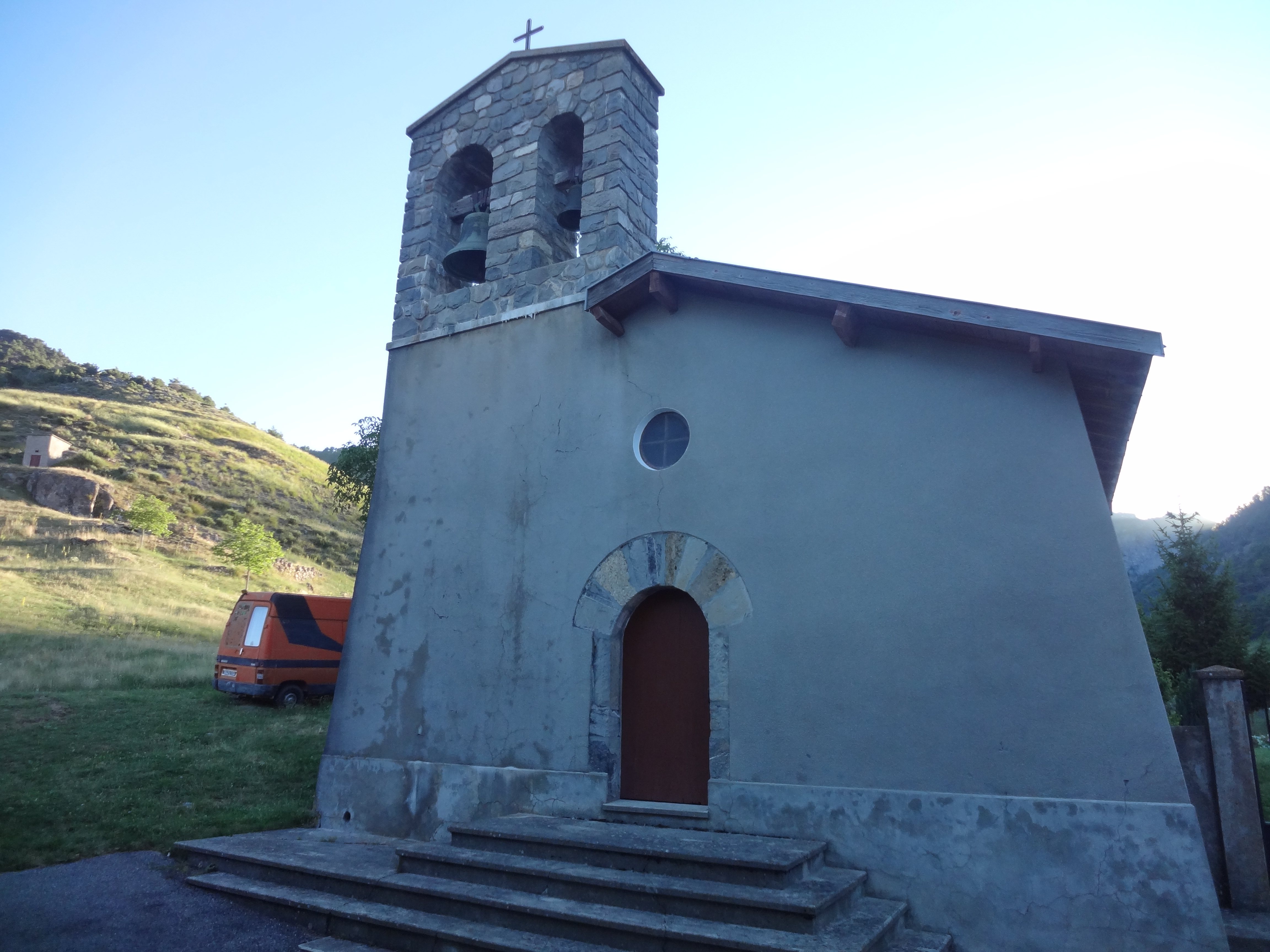
Kirche Sainte-Anne d’Astoin
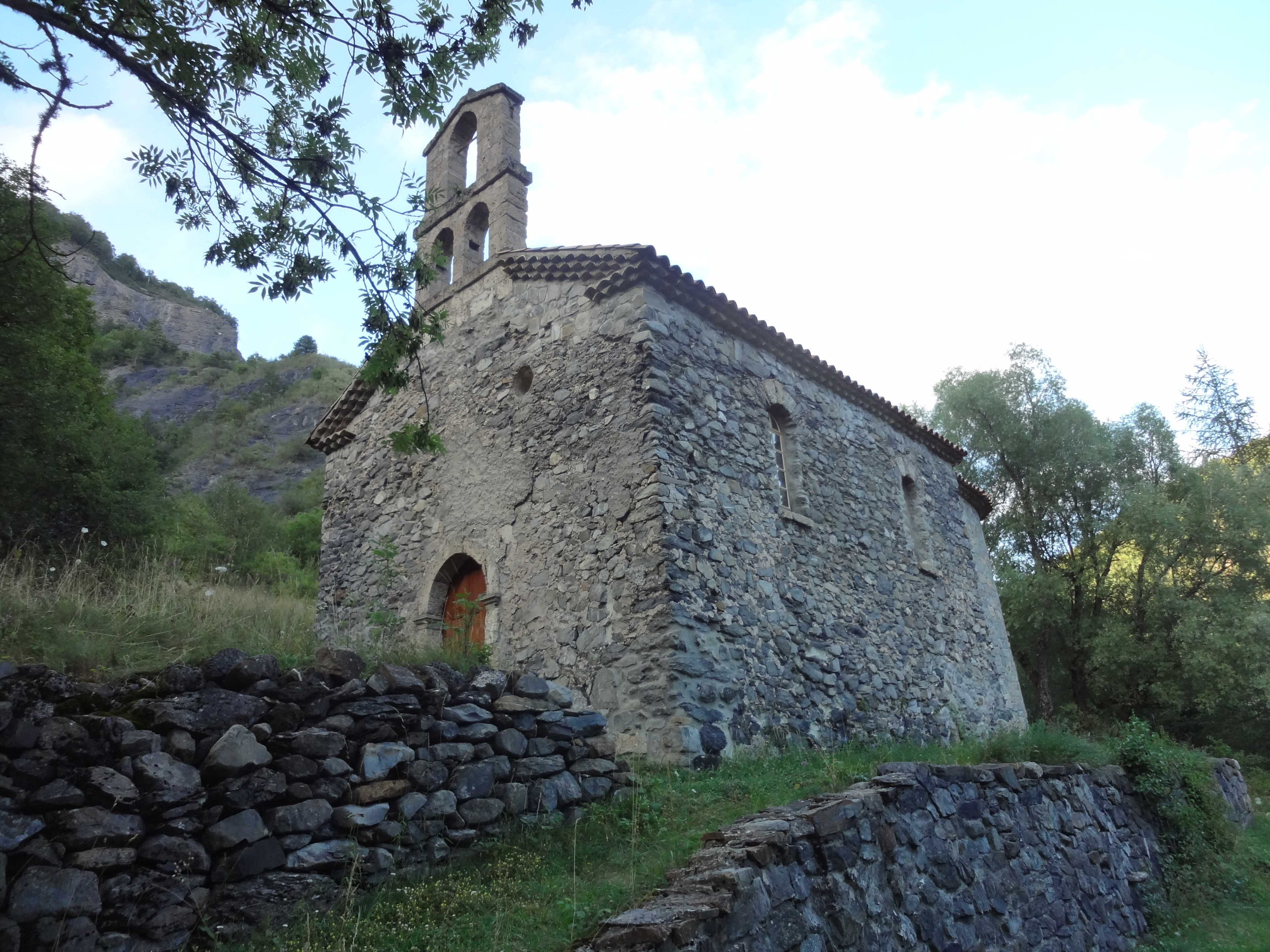
Kapelle Saint-Jacques et Saint-Philippe
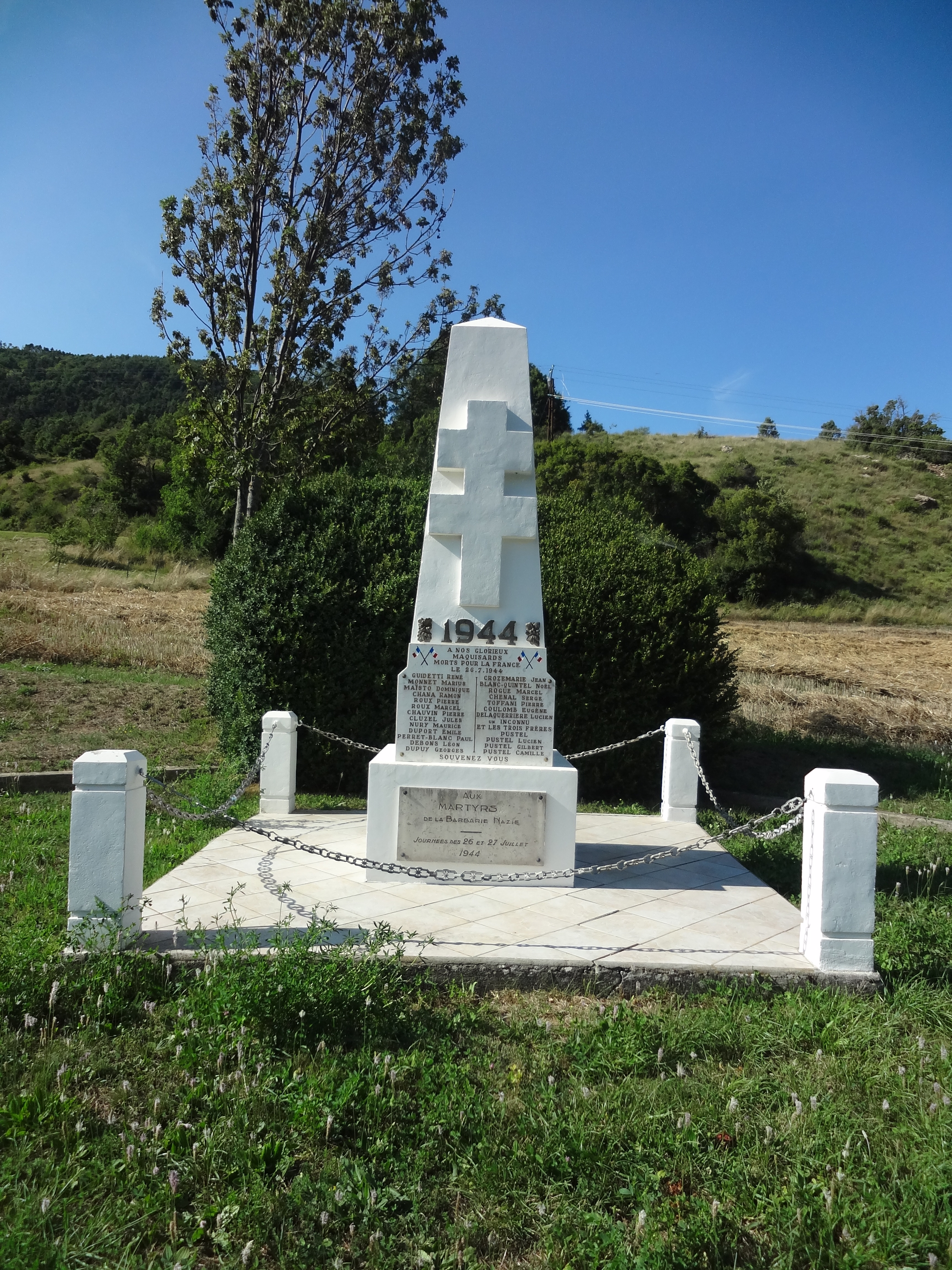
Mahnmal anlässlich des Massakers vom 26. Juli 1944